# Rio do Oeste
Rio do Oeste este un oraș în Santa Catarina (SC), Brazilia.